# .cn
.cn je vrhovna internetska domena (country code top-level domain - ccTLD) za Kinu. Domenom upravlja Kineski mrežni informacijski centar (CNNIC).

## Vanjske poveznice
- IANA .cn whois informacija  Arhivirana inačica izvorne stranice od 16. svibnja 2008. (Wayback Machine)